# Schweinfurt
Schweinfurt (AFI: [ˈʃvaɪ̯nˌfʊʁt]; Schweifert nel dialetto locale) è una città extracircondariale tedesca della Baviera, nel distretto della Bassa Franconia.

## Geografia fisica
Situata sulla riva destra del Meno, sorge a 27 km a nord est da Würzburg e 20 km a nord di Gerolzhofen. 
Dopo Würzburg ed Aschaffenburg è la terza città più popolosa della Bassa Franconia.

## Origini del nome
Il toponimo in lingua tedesca, che nei secoli è rimasto fedele al suo etimo originario, significa letteralmente guado dei maiali, ma è da intendersi nel senso di maiali selvatici, quindi guado dei cinghiali. La prima attestazione del nome, Suinuurde, è dapprima mutata in Suinfurte ed attraverso le evoluzioni Swinvordi, Sweinvort e Sweinfurt è giunta alla denominazione attuale. Del resto, anche il nome latino della città, Porcivadum, corrisponde al significato originario, cioè quello di guado attraversabile dai maiali selvatici.

## Collegamenti esterni

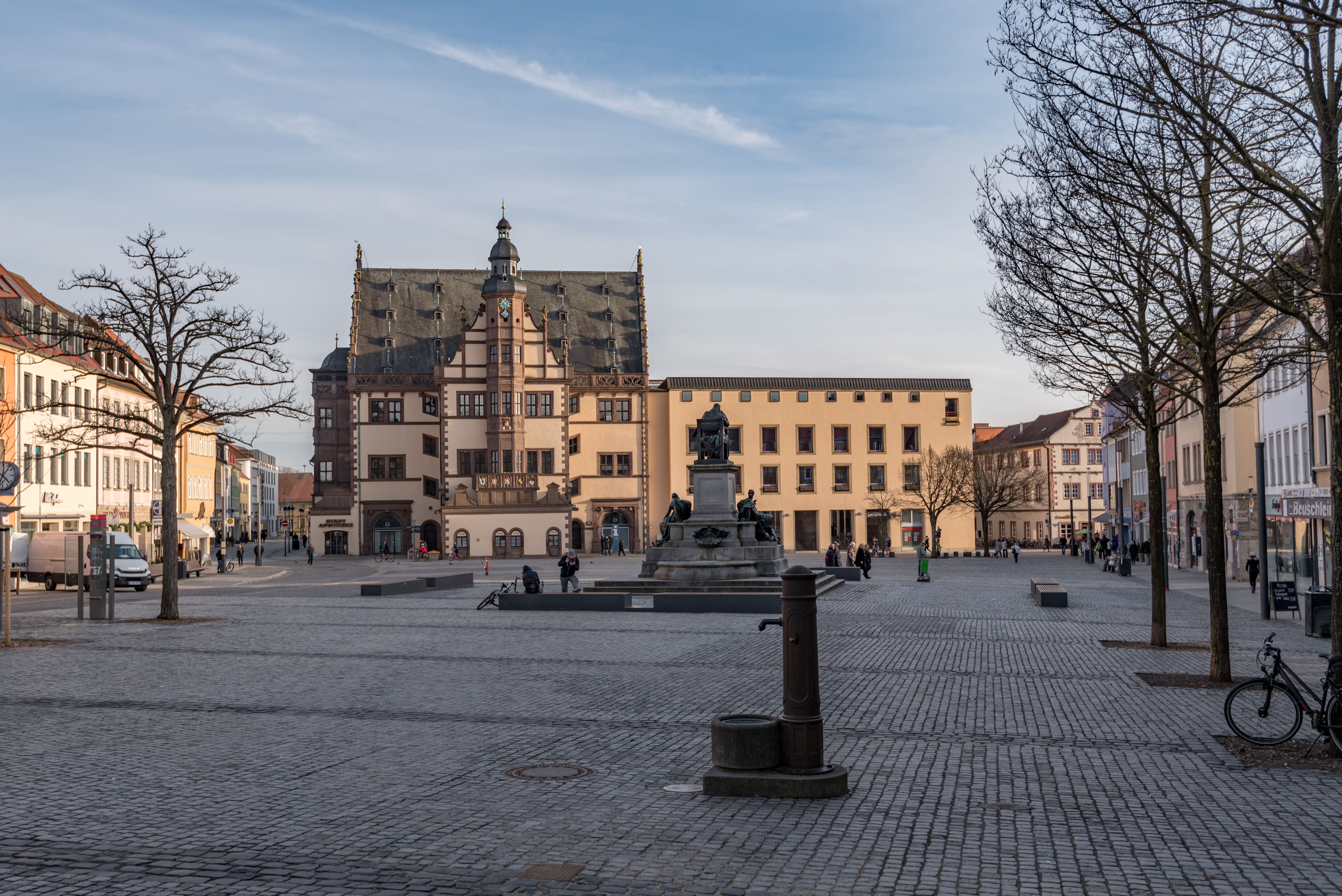
Rathaus